# オステ島

オステ島の地図

オステ島（オステとう、スペイン語: Isla Hoste）は、チリ最南部の島。ビーグル水道をはさんだフエゴ島の南、マレー海峡で分たれたナバリノ島の西に位置する。地球上最南端の木である Nothofagus antarctica が生育する。ジュール・ヴェルヌの「マゼラン地方にて」 (En Magellanie) では、この島に共和国が存在することになっている。

## 地理
面積は4117平方キロで、ティエラ・デル・フエゴではフエゴ島に次いで二番目に大きい。西部はアルベルト・デ・アゴスティニ国立公園の一部になっている。島の最南端はハルディ半島の偽ホーン岬である。ハルディ、クルエ、ルー、パストゥール、デュマの5つの半島がある。

## 歴史
1881年から翌年にかけて、フランスの学術調査隊がラ・ロマンシュ号で島を探検した。1894年には新たに来るウスアイアの鉱夫による犯罪行為を防ぐため、島の南東のテレニカ湾に南米伝道協会の援助で建てられていたスターリング・ハウスというプレハブ小屋が再び使用されるようになった（のち、この建物は国定記念物とされ、プエルトウィリアムズのマルティン・グシンデ人類学博物館の敷地に移築された）。
チリ政府が牧畜を試みたもののうまくいかず、島は放棄された。20世紀に入っても、数世帯のヤーガン族が島に居住していた。先住民族は探検家や漁師と接触して以降、その姿を消した。そのころから事実上、無人島の状態が続いている。1992年の国勢調査では3世帯6人が報告されているが、これは同じ国勢調査地区に所属する近隣の島嶼に分布するものである。
1978年のソベラニア作戦では、チリ海軍艦艇の基地となった。